# ジャパンドロイズ
ジャパンドロイズ (Japandroids) は、カナダ・バンクーバー出身のインディー・ロックバンド。ブライアン・キングとデヴィッド・プラウズにより2006年に結成。ドラムとヴォーカルの2人組である。

## 来歴

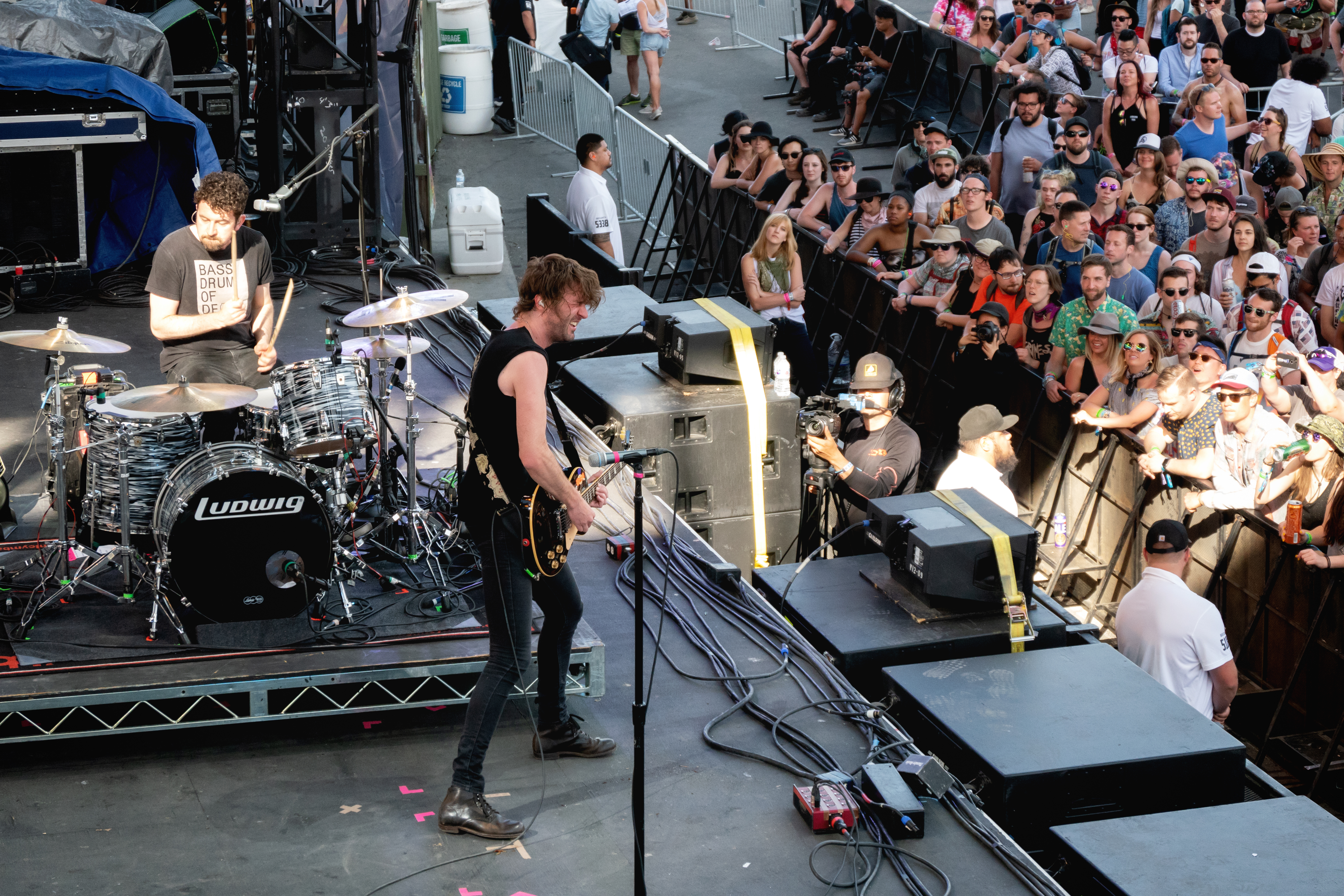
ライブで演奏するバンド（2018年）

2000年、ビクトリア大学でブライアン・キング(Brian King)とデヴィッド・プラウズ(David Prowse)が出会う。2人は共通の音楽を通じて親友になり、地元の音楽シーンにのめり込むようになる。2人ともバンド経験は無いが楽器は弾けたので、大学を卒業してバンドを始めることにする。バンクーバーに引っ越しボーカルなど他のメンバーを見つけようとしたが全く見つからず、彼らはそのまま2人で活動を続けた。
バンドは2007年『All Lies』と2008年『Lullaby Death Jams』という2枚のEPをセルフ・リリースする。
2009年、1stアルバム『ポスト･ナッシング』をリリース。同年の末には地元カナダのExclaim!をはじめ、ピッチフォーク、Spin、NME、Stereogum他、多くのメディアが年間ベスト・アルバムの1枚に選出した。
2010年、バンドはツアーが多忙であった為ニュー・アルバムのレコーディングを断念する。翌2011年バンドは1stアルバムを手掛けたJesse Ganderとバンクーバーでアルバムのレコーディングを開始。
2012年、2ndアルバム『セレブレイション･ロック』をリリース。
2017年、3rdアルバム『Near to the Wild Heart of Life』をリリース。

## メンバー
- ブライアン・キング / Brian King – ギター、ヴォーカル
- デヴィッド・プラウズ / David Prowse – ドラムス、ヴォーカル

## ディスコグラフィ
スタジオ・アルバム
- Post-Nothing / ポスト･ナッシング (2009年)
- Celebration Rock / セレブレイション･ロック (2012年)
- Near to the Wild Heart of Life (2017年)

コンピレーション・アルバム
- No Singles / ノー・シングルス (2010年) – All LiesとLullaby Death Jamsの2枚のEPをコンパイルしたアルバム

EP
- All Lies  (2007年)
- Lullaby Death Jams  (2008年)

## 来日公演
- 2012年
  - 7月29日 新潟 苗場スキー場 - Fuji Rock Festival
- 2013年
  - 2月18日 東京 Shibuya WWW
  - 2月19日 大阪 CONPASS